# 卓奥友峰
卓奥友峰，又名卓奥友山:374，又譯喬烏雅峰，位于喜馬拉雅山脈中段珠穆朗瑪峰西北29公里處，為中華人民共和國與尼泊爾聯邦民主共和國之間的界山，世界第6高峰，海拔8,201米。卓奥友峰为所有海拔8000米以上高峰中峰顶冰雪厚度最厚的山峰。

## 攀登歷史
1952年，埃德蒙·希拉里 (Edmund Hillary) 等人對西北面進行了第一次勘察。
1954年，奧地利人 Joseph Jöchler 和 Herbert Tichy 以及 Pasang Dawa Lama（尼泊爾）首次登頂。
1958年，印度探險隊第二次登頂。夏爾巴巴桑達瓦喇嘛第二次登頂。这是在攀登卓奧友峰过程中的第一次死亡。
1959，在一次失敗的國際婦女遠征中，四名成員在雪崩中喪生。
1964年，德國探險隊第三次登頂但存爭議，因為沒有到達頂峰的證據。兩名登山者在海拔7,600米（24,930英尺）的4號營地中因筋疲力盡而死亡。
1978年，奧地利的 Edi Koblmüller 和 Alois Furtner 通過極其困難的東南壁登頂。
1983年，Reinhold Messner 與 Hans Kammerlander 和 Michael Dacher 的第四次嘗試成功。
1984年，Věra Komárková（美國）和 Dina Štěrbová（捷克斯洛伐克）成為第一批攀登的女性。 Štěrbová 也是捷克斯洛伐克第一位攀登8000米級峰的女性。
1985年2月12日，波蘭人 Maciej Berbeka 和 Maciej Pawlikowski 通過東南壁的新路線進行了首次冬季攀登。這是八千人在新路線上進行的唯一一次冬季攀登，也是首次沒有額外氧氣支持的冬季攀登。三天后，Andrzej Heinrich 和 Jerzy Kukuczka 再次攀登，Kukuczka 創造了在同一冬季攀登兩個八千山的新紀錄，就像他之前攀登道拉吉里峰一樣。
1985年5月1日，中国西藏登山队的4名藏族队员首次登上卓奥友峰顶。
1988年11月2日，一支由 Iztok Tomazin、Roman Robas、Blaž Jereb、Rado Nadvešnik、Marko Prezelj 和 Jože Rozman 組成的斯洛文尼亞探險隊通過前所未有的北壁登頂。
1994年5月13日，Carlos Carsolio 在 18 小時 45 分鐘內創下了從大本營到頂峰的世界紀錄。
1994年，山野井泰史通過西南壁首次單人登頂。
1998年4月21日，北京大学登山队唐元新、张春柏、高永宏成功登上峰顶。
2000年，由9名登山者組成的俄羅斯-芬蘭探險隊登頂，但其中兩人在嘗試中失踪並被推定死亡。
2004年雙截肢者第二次登頂 (Mark Inglis)。
2007年第二次印度攀登。由 Abhilekh Singh Virdi 率領的探險隊。
2008年10月2日，中国地质大学（武汉）登山队登顶卓奥友峰。
2009 年，美國眾議員卡羅琳·馬洛尼 (Carolyn Maloney) 的丈夫克利夫頓·馬洛尼 (Clifton Maloney) 在 9 月 25 日登頂後去世，享年 71 歲。他最後的話是“我是世界上最幸福的人。我剛剛登上了一座美麗的山峰。”
2023年10月1日，中国科考队首次成功登顶卓奥友峰。此为中国科考队首次登顶珠穆朗玛峰峰以外的海拔8000米以上高峰。卓奥友峰科考登顶队队长为中国科学院在读博士研究生德庆欧珠。